# Europeiska organisationen för farmacistudenter
Europeiska organisationen för farmacistudenter (EPSA) är en ideell paraplyorganisation bestående av 45 farmaceutiska studentorganisationer från 37 länder, som tillsammans representerar över 100 000 farmacistudenter i Europa. EPSA:s motto “Föra samman Farmaci, Kunskap och Studenter” visar på dess vilja att främja de idéer och åsikter europeiska farmacistudenter besitter, för att kunna förbättra utbildningen, den farmaceutiska yrkesrollen och de vetenskapliga framstegen inom farmaci. Organisationens kansli finns i Bryssel, Belgien.